# Матаги
Матаги — этносоциальная группа японцев, представители которой встречаются на Хоккайдо, самом северном острове страны, и регионе Тохоку острова Хонсю. Их традиционным занятием является охота на крупных животных с помощью старинных методов, откуда и происходит их название (слово «матаги» можно приблизительно перевести как «специалист по охоте»); в современном японском языке, однако, слово «матаги» используется для обозначения исключительно представителей этой группы.
Несмотря на то, что традиционно матаги ассоциируются с охотой на медведей, их добычей также могли становиться сероу, японские макаки и кролики. Точная этимология слова «матаги» неизвестна: согласно наиболее распространённой теории, оно означало «охотник» на старом тохокском диалекте, хотя есть версия, что оно происходит от айнского matangitono, что можно перевести как «зимний охотник». Появление матаги иногда относят к эпохе Хэйан.
Матаги в основном охотились на дичь зимой и ранней весной, в остальное время года будучи крестьянами или шахтёрами; охота всегда проходила в группах, а коллективизм являлся неотъемлемой частью культуры матаги. Чаще всего охотились на чёрного медведя и на сероу. Охота на медведя в этих бедных краях была прибыльным делом: помимо мяса, матаги торговали медвежьей желчью, с древних времён считавшейся в северной Японии лекарством от всех болезней, а также мехом и костями, которые шли на изготовление различных ритуальных предметов. Нередко несколько матаги ещё до начала сезона охоты возводили небольшую охотничью хижину около леса, которая после начала промысла становилась чем-то вроде базы, где складировались и обрабатывались запасы дичи и где матаги жили большую часть сезона охоты; во время длинных переходов существовала традиция строить себе ночное убежище из снега. Группа матаги состояла, как правило, из восьми — десяти человек, но в некоторых случаях она могла быть существенно больше (это зависело от объекта охоты); в каждой группе имелся лидер, пользовавшийся абсолютной властью и авторитетом. Роли в группе касательно участия в процессе охоты были обычно строго распределены.
У матаги существовала богатая культура, распространяющаяся почти на все сферы жизни и быта, хотя какой-то унифицированной она не была: многие детали различались в зависимости от конкретной деревни. В частности, имелся собственный «жаргон» с большим количеством особых слов или особых названий для наиболее важных понятий, который не был понятен непосвящённым; имелось огромное количество ритуалов и обычаев, как религиозных, то есть всевозможных заклинаний или воздаяний богам гор за успешную охоту, так и, например, особенности приготовления пищи или особая техника свиста, с помощью которого матаги перекликались друг с другом на охоте. По мнению некоторых исследователей, на быт и обычаи матаги, а также на их лексикон оказала существенное влияние культура айнов.
Появление в конце XIX века огнестрельного оружия было принято матаги, которые стали охотиться с помощью винтовок, однако стало постепенно разрушать их традиции коллективизма, поскольку вооружённому огнестрельным оружием человеку, как правило, было несложно убить объект охоты в одиночку. Современные матаги охотятся почти исключительно на медведей, имея на то специальные разрешения, поскольку охота, например, на японского сероу законодательно запрещена даже для них. Ныне численность матаги значительно сократилась по сравнению даже с серединой XX века, однако, например, в районе горных лесов Сираками их деревни существуют до сих пор.

## В культуре и искусстве

### Манга
- Golden Kamuy — автор Сатору Нода[англ.]. В манги фигурирует охотник Матаги по имени Гэндзиро Танигаки, а также в целом культура айнов.
- Ginga: Nagareboshi Gin — автор Ёсихиро Такахаси[англ.].
- Tsurikichi Sanpei — автор Такао Ягути[яп.].
- The World Is Mine (манга)[яп.] — автор Хидэки Араи[англ.].

### Фильмы
- Жёлтые клыки[яп.].
- Матаги (фильм)[яп.].
- Лес Маленького Медведя[яп.].

### Аниме
- Golden Kamuy — аниме-адаптация одноимённой манги Сатору Нода.
- Ginga: Nagareboshi Gin — аниме-адаптация одноимённой манги Ёсихиро Такахаси.
- Tsurikichi Sanpei — аниме-адаптация одноимённой манги Такао Ягути.